# Youri Sourkov
Youri Sourkov (nascido em 4 de novembro de 1970 em Almati) é um ciclista cazaque, profissional de 1994 a 2003.

## Palmarés
- 1991
  - 3.º do Circuito de Lorena

- 1992
  - Volta ao Chile

- 1993
  - 1.ª e 3. ª etapas do Troféu Joaquim-Agostinho
  - 2.º da Volta a Marrocos

- 1994
  - Grande Prêmio Abimota :
    - Classificação geral
    - 1.ª e 2. ª etapas

- 1998
  - 13. ª etapa da Volta a Portugal

- 1999
  - 2. ª etapa do Grande Prémio internacional Mitsubishi MR Cortez
  - 2.º do Grande Prémio internacional Mitsubishi MR Cortez

- 2000
  - Troféu Joaquim-Agostinho
  - 1.ª etapa da Volta ao Alentejo
  - 2.º do Grande Prémio internacional Mitsubishi MR Cortez
  - 2.º da Volta ao Alentejo